# Соковнин, Алексей Николаевич
Алексе́й Никола́евич Соковни́н (1851—1907) — николаевский городской голова в 1901—1904 годах, член Государственного совета.

## Биография
Православный. Из потомственных дворян. Землевладелец Херсонской губернии (родовые 1609 десятин), домовладелец Николаева и Херсона (два каменных дома). Сын вице-адмирала Николая Михайловича Соковнина (1811—1894).
По окончании частной гимназии в Санкт-Петербурге поступил на физико-математический факультет Новороссийского университета, однако вынужден был оставить учёбу по семейным обстоятельствам.
С 1879 года жил в Николаеве, в собственном доме по Потемкинской улице, в доме № 27. С 1883 года посвятил себя общественной деятельности и сельскому хозяйству. Избирался гласным Херсонского уездного и губернского земских собраний (1883—1901), а также почетным мировым судьей по Херсонскому уезду (1893—1901). Заведывал Балацковским военно-конским участком, был участковым мировым судьей (1883—1892).
Кроме того, в разные годы состоял: членом Николаевского по городским делам присутствия, членом Херсонского отделения Крестьянского поземельного банка (с 1900), членом Херсонского уездного училищного совета (с 1901), членом губернского лесоохранительного комитета, попечителем Балацковской земской больницы, а также председателем Николаевского отделения Русского музыкального общества.
В 1901 году был избран Николаевским городским головой. Благодаря его энергии был решен вопрос о городском водопроводе, не разрешавшийся ранее в течение 20 лет. Должность городского головы оставил в 1904 году, когда назначен был управляющим отделом городского хозяйства Главного управления по делам местного хозяйства МВД. В следующем году вышел в отставку по болезни. Дослужился до чина коллежского советника (1904).

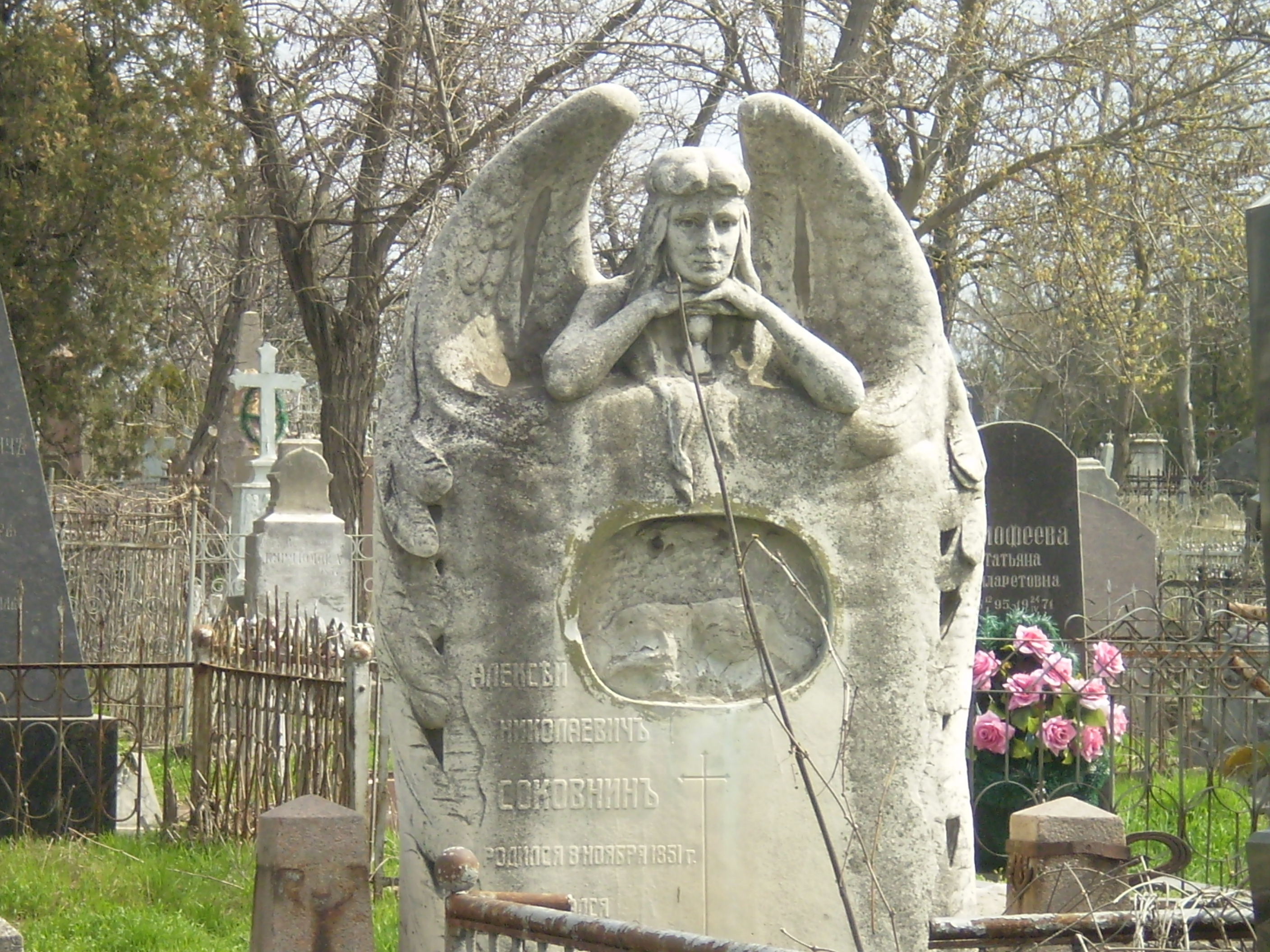
Надгробие Соковнина на Николаевском кладбище.

12 апреля 1906 года избран членом Государственного совета от Херсонского губернского земства. Входил в группу центра. С 31 мая 1906 года получил отпуск на четыре месяца в связи с крестьянскими волнениями в своем имении.
Умер в 1907 году в имении Марьевке. Похоронен на Николаевском некрополе.